# Mariusz Ostrowski
Mariusz Ostrowski (ur. 3 maja 1979 w Kielcach) – polski aktor teatralny i filmowy.

## Życiorys
Uczęszczał do Studium Wokalno-Aktorskiego w Gdyni. W 2002 studiował w Akademii Teatralnej w Warszawie, z której został usunięty. W 2005 ukończył studia na wydziale aktorskim łódzkiej filmówki.
Na scenie zadebiutował rolą Podchorążego w Kordianie Juliusza Słowackiego w reżyserii A. Hanuszkiewicza na scenie Teatru Nowego w Warszawie. Od 2006 jest aktorem Teatru im. S. Jaracza w Łodzi.
W 2014 nagrał audiobooka na podstawie opowiadania Michał i tajemnicze wrota autorstwa Patrycji Dąbrowskiej w ramach akcji charytatywnej „Świąteczne BajkoCzytaki” projektu edukacyjnego AudioCzytaki. Premiera odbyła się 17 grudnia 2014
W 2017 zajął szóste miejsce w ósmej edycji programu rozrywkowego Polsatu Twoja twarz brzmi znajomo.
W 2018 za rolę Zarubina w spektaklu telewizyjnym Inspekcja w reżyserii Jacka Raginisa-Królikiewicza otrzymał nagrodę na Krajowym Festiwalu Teatru Polskiego Radia i Teatru TV „Dwa Teatry” w Sopocie.

## Role teatralne
- Na dnie M. Gorkiego, reż. A. Domalik – Łuka (przedstawienie dyplomowe)
- Swidrygajłow na podstawie Zbrodni i kary F. Dostojewskiego, reż. J. Gajos – Raskolnikow (podczas Festiwalu Szkół Teatralnych)
- Choroba młodości F. Brucknera, reż. I. Janiszewski – Freder (Teatr Nowy w Łodzi)
- Kordian J. Słowackiego, reż. A. Hanuszkiewicz – Podchorąży (Teatr Nowy w Warszawie)
- Miłość i krew na podst. J. Słowackiego, reż. A. Hanuszkiewicz – Beniowski (Teatr Nowy w Warszawie)
- Cień muz. M. Małecki, libretto W. Młynarski, reż. A. Opatowicz – Cień (Teatr Polski w Szczecinie)
- Sen nocy letniej W. Shakespeare’a, reż. A. Opatowicz – Demetriusz (Teatr Polski w Szczecinie)
- Hamlet W. Shakespeare’a, reż. A. Opatowicz – Marcellus (Teatr Polski w Szczecinie)
- Kordian J. Słowackiego, reż. A. Rozhin – Kordian (Teatr Polski w Szczecinie)
- Dżuma A. Camus, reż. M. Fiedor – Marcel (Teatr im. Stefana Jaracza w Łodzi)
- Dzień Walentego I. Wyrypajewa, reż. B. Sass – Młody Walenty (Teatr im. Stefana Jaracza w Łodzi)
- Lew na ulicy J. Thompson, reż. M. Grzegorzek – George, David, Ben (Teatr im. Stefana Jaracza w Łodzi)
- Habitat J. Thompson, reż. M. Grzegorzek – Iskra (Teatr im. Stefana Jaracza w Łodzi)
- Brzydal M. von Mayenburga, reż. G. Wiśniewski – Karlmann (Teatr im. Stefana Jaracza w Łodzi)
- Balkon J. Geneta, reż. A. Duda-Gracz – Biskup
- Toporem w serce R. Topora, reż. K. Jankowska i W. Jurewicz – muzyczny monodram (Teatr im. Stefana Jaracza w Łodzi)
- Pamięć wody S. Stephenson, reż. B. Tosza – Frank
- Frankenstein W. Kościelniaka, reż. W. Kościelniak – Wiktor Frankenstein
- I love You J. DiPietro, reż. David Foulkes
- Inspekcja Grzegorz Królikiewicz, reż. Jacek Raginis-Królikiewicz – Wasilij Zarubin

## Filmografia
- 2002–2010: Samo życie jako dziennikarz, znajomy Ewy Jaskólskiej
- 2004: Spam jako Albert
- 2005: Sprawa na dziś jako policjant (odc. 37)
- 2005: Bulionerzy jako Kordian (odc. 21, 40)
- 2006: U fryzjera jako Krzysio (odc. 8)
- 2007: Plebania jako Bartek (odc. 909)
- 2007: Królowie śródmieścia jako „Buks” (odc. 8, 11)
- 2007: Halo Hans! jako „Rączy” (odc. 10)
- 2008: Pitbull jako Marcin Jabczyński „Jabol” (odc. 29)
- 2008: Twarzą w twarz 2 jako dubler Michała Żurawskiego (nie występuje w napisach) (odc.1)[5]
- 2008: Ojciec Mateusz jako Tejmur (odc. 1)
- 2008: M jak miłość jako Grzegorz Winnicki, znajomy Olgi (odc. 592, 594, 595, 597, 602)
- 2009: Jestem twój jako Artur
- 2009–2010: Barwy szczęścia jako Igor (odc. 293, 294, 297, 375)
- 2010–2011: Plebania jako asystent Bazińskiej
- 2010: Non sono pronto
- 2010: Ludzie Chudego jako kierownik fast foodu (odc. 1, 2)
- 2011: Ranczo jako policjant Antonio (odc. 58−60)
- 2011: Na dobre i na złe jako Jacek, partner Marka (odc. 467)
- 2011: Komisarz Alex jako kelner Jarosław Mazurek (odc. 6)
- 2011: Hotel 52 jako Roman (odc. 43)
- 2011–2012: Czas honoru jako Ernest, współpracownik „Rudej”
- 2012: Paradoks jako Waldemar Kuciak/Miernik
- 2012: Ojciec Mateusz jako Zbigniew Kotoński, syn profesora (odc. 103)
- 2012: Lekarze jako więzień Kornel (odc. 3)
- 2012: Komisarz Alex jako Jacek Budzyński (odc. 18)
- 2013: Podejrzani zakochani jako kelner
- 2013: Gabriel jako kierowca
- 2013–2015: Blondynka jako fotografik Kris Roy
- 2014: Prawo Agaty jako Mariusz Kwiatkowski, ojciec Antka (odc. 77)
- 2014: Ojciec Mateusz jako pilot Kalisiak (odc. 156)
- 2015: Ziarno prawdy jako dziennikarz
- 2015: Historia Roja jako Jurek we śnie „Roja” (odc. 5)
- 2015: Głód jako NKWDzista
- 2015–2016: Barwy szczęścia jako Jacek Brożek
- 2016: Singielka jako Sebastian Lenart (odc. 194-197)
- 2016: Wesele w Kurnej Chacie jako syn chłopa
- 2016: Sługi boże jako portier
- 2016: Na noże jako Albert (odc. 8)
- 2016: Historia Roja jako Jurek w śnie „Roja”
- 2017: Wyklęty jako Jan Józefczyk, ojciec Franciszka
- 2018: Podatek od miłości jako pełnomocnik Mariana
- 2018: Korona królów jako Marcin Charcik, mąż przekupki Rozalii
- 2018: Kobiety mafii jako jubiler, mąż sadysta (odc. 1 i 3)
- 2019: Komisarz Alex jako policjant, komisarz Paweł Mianowski (odc. 157)
- 2019: Polityka jako minister sprawiedliwości
- 2019: Diagnoza jako Arkadiusz Traczyk
- 2020: Rysa jako Robert "Robson", kolega Moniki Brzozowskiej
- 2021: Układ jako Robert "Robson", kolega Moniki Brzozowskiej (odc. 1)
- 2021: Osiecka jako Piotr Fronczewski (odc. 8)